# Wacław Kuchar

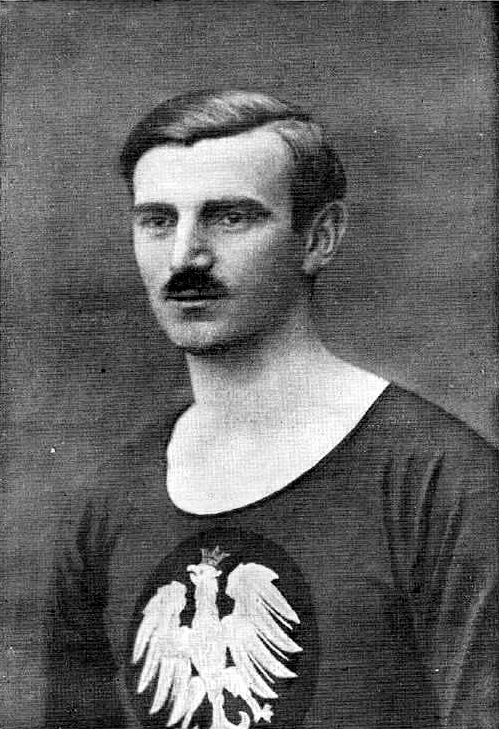
Wacław Kuchar (1920)

Wacław Michał Kuchar (* 16. September 1897 in Łańcut, Österreich-Ungarn; † 13. Februar 1981 in Warschau) war ein polnischer Sportler, der zahlreiche Sportarten betrieb und u. a. im Fußball, im Eisschnelllauf, im Eishockey und in der Leichtathletik nationale Meisterschaften gewann. Er nahm 1924 an den Olympischen Spielen teil und wurde 1926 zum ersten Sportler des Jahres in Polen gewählt.

## Leben

### Jugend und Militärdienst
Kuchar wurde 1897 geboren und wuchs in Łańcut im Karpatenvorland auf. Im Alter von 14 Jahren wurde Kuchar von dem polnischen Fußballverein Pogoń Lwów verpflichtet. Gleich in seinem ersten Einsatz erzielte er drei Tore. In seiner ersten Saison erreichte der Klub einen dritten Platz. Als 1914 der Erste Weltkrieg ausbrach, wurde Kuchar eingezogen und diente als Hauptmann in der österreichisch-ungarischen Armee. Auch im Polnisch-Ukrainischen (1919) und im Polnisch-Sowjetischen Krieg (1920) war er als Soldat der polnischen Armee beteiligt. Hochdekoriert mit zahlreichen Ehrenmedaillen kehrte er zurück und begann umgehend wieder mit dem Fußballspielen.

### Karriere im Fußball
Bis zu seinem Karriereende 1935 wurde er viermal polnischer Fußballmeister (1922, 1923, 1925, 1926) und zweimal Torschützenkönig (1922, 1926). Unbelegten Quellen zufolge erzielte er für Pogoń Lwów 1065 Tore in 1052 Spielen. Dabei spielte er im Laufe seiner Karriere zeitweise als Stürmer, als Mittelfeldspieler und zuletzt auch als Abwehrspieler. Für die polnische Nationalmannschaft absolvierte er 25 Partien, in denen er neun Tore erzielte. Seinen ersten Einsatz hatte er 1921 gegen Ungarn im ersten polnischen Länderspiel überhaupt. 1924 nahm er mit der polnischen Fußballmannschaft an den Olympischen Spielen in Paris teil.

### Erfolge in anderen Sportarten
Parallel zu seiner Karriere als Fußballer praktizierte Kuchar auch andere Sportarten sehr erfolgreich. Als Leichtathlet wurde er polnischer Meister im 110-Meter-Hürdenlauf (1920), 800-Meter-Lauf (1920, 1921), Dreisprung (1921), Hochsprung (1921, 1923), 400-Meter-Hürdenlauf (1923) und im Zehnkampf (1923, 1924). 1920 sollte er Polen als Leichtathlet bei den Olympischen Spielen vertreten, doch aufgrund des Polnisch-Sowjetischen Krieges war Polen gezwungen, alle Athleten zurückzuziehen.
Im Eisschnelllauf gewann Kuchar zwischen 1922 und 1929 insgesamt 22 nationale Meistertitel und nahm 1925 an der Europameisterschaft teil. Er war ebenfalls Spieler des Eishockey-Teams von Pogoń Lwów. Mit diesem Verein errang er zunächst 1929 und 1930 die Vizemeisterschaft und 1933 wurde er auch in dieser Disziplin polnischer Meister. Zudem gewann er mit der polnischen Nationalmannschaft, für die er insgesamt neun Einsätze hatte, bei der Eishockey-Europameisterschaft 1929 die Silbermedaille. Weitere Sportarten, die er aktiv betrieben hat, waren u. a. Skisport, Tennis und Eiskunstlauf.
1926 wurde Kuchar zum ersten Sportler des Jahres in Polen gewählt.

### Karriere nach dem aktiven Sport
Nach dem Ende seiner aktiven Karriere arbeitete Kuchar zunächst als Trainer von Dynamo Lwiw und später als Schiedsrichter. Nach dem Zweiten Weltkrieg zog er nach Schlesien und half beim Wiederaufbau des Klubs Polonia Bytom. Von 1947 bis 1949 war er Trainer der polnischen Nationalmannschaft. Größter Triumph in seiner Amtszeit war ein 3:1-Erfolg gegen den Erzrivalen Tschechoslowakei. Dann war er bis 1953 auch Trainer von Legia Warschau. Später war er auch als Sportfunktionär tätig.
Kuchar starb 1981 und wurde auf dem Powązki-Militär-Friedhof bestattet.

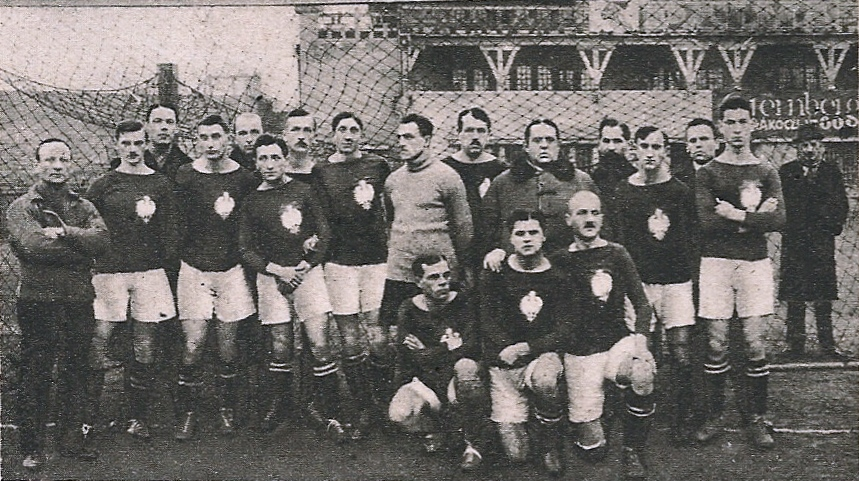
Polens Fußballnationalmannschaft vor dem ersten Länderspiel 1921, Kuchar zweiter von links
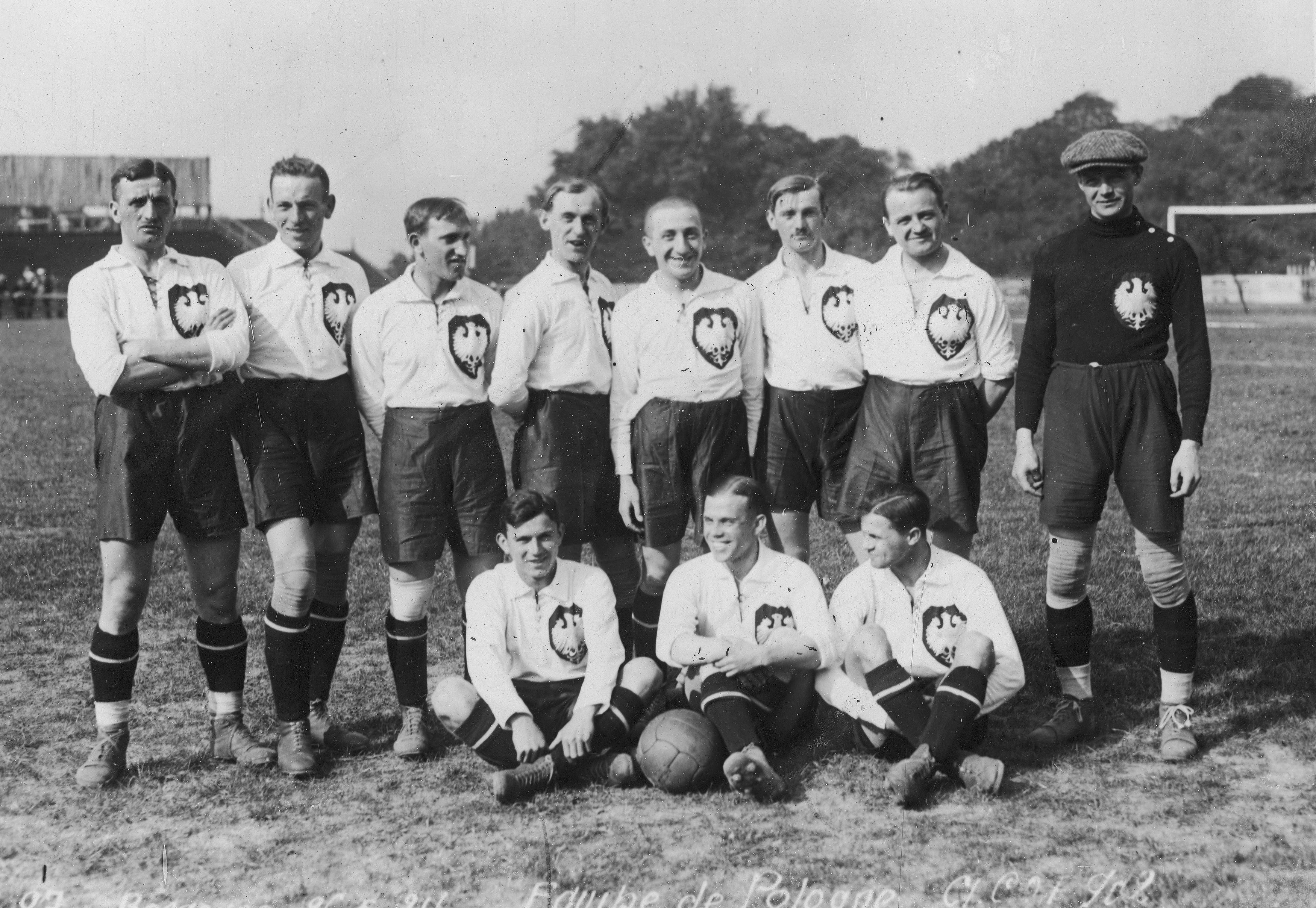
Polens Olympiateam 1924, Kuchar oben dritter von rechts
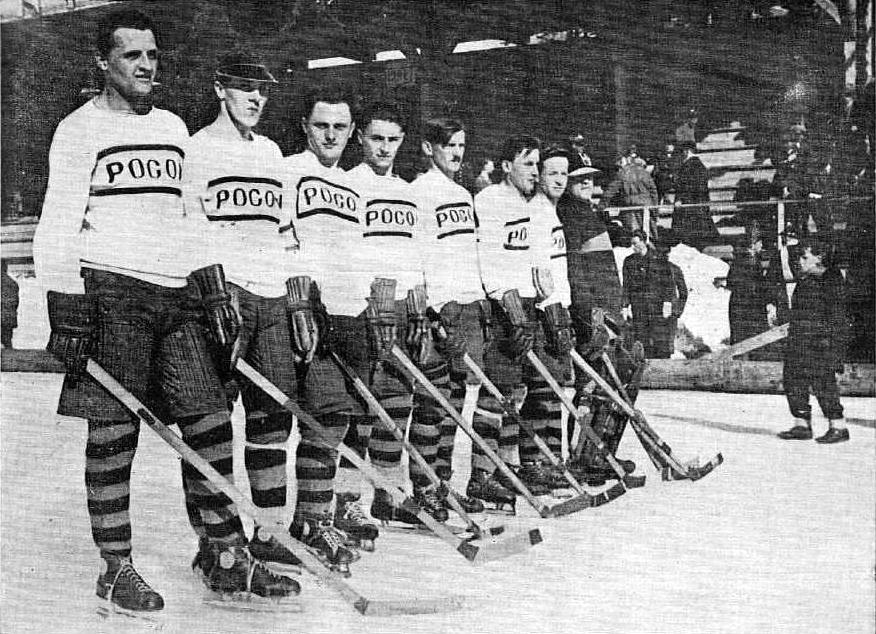
Eishockeymannschaft von Pogoń Lwów (1930), Kuchar fünfter von links
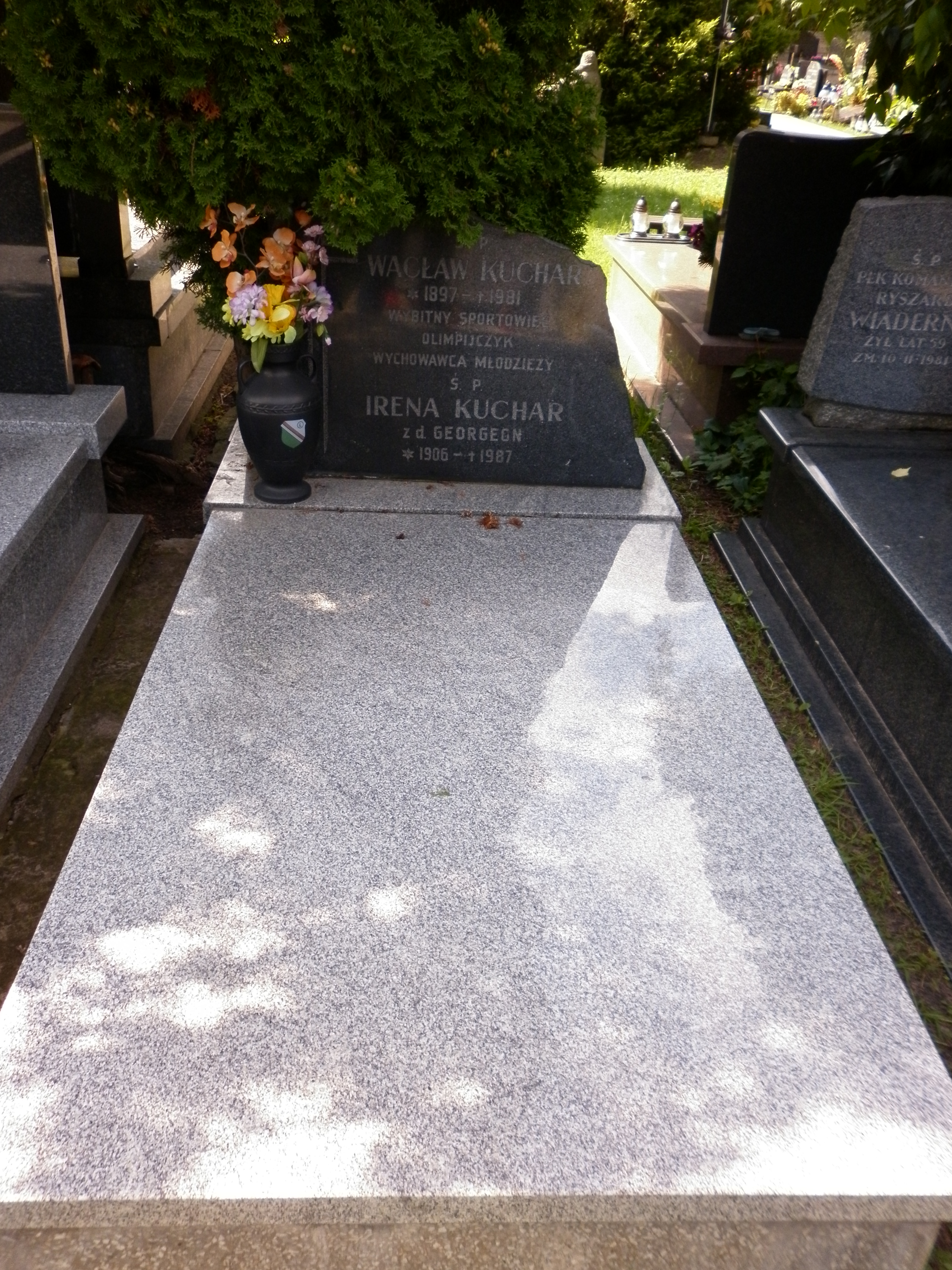
Kuchars Grab in Warschau